# الیزابت گوج
الیزابت گوج (انگلیسی: Elizabeth Goudge؛ ۲۴ آوریل ۱۹۰۰ – ۱ آوریل ۱۹۸۴) که تلفظ صحیح نام وی در انگلیسی گوژ است، نویسنده انگلیسی ادبیات داستانی و کتاب‌های کودکان بود. وی در سال ۱۹۴۶ برنده مدال کارنگی برای کتاب‌های کودکان بریتانیایی برای اسب سفید کوچولو شد.